# Thomas Daily
Thomas Vose Daily (ur. 23 września 1927 w Belmont, Massachusetts, zm. 15 maja 2017 w Nowym Jorku) – amerykański duchowny katolicki, biskup Brooklynu w latach 1990–2003.

## Życiorys
Święcenia kapłańskie otrzymał 10 stycznia 1952 z rąk ówczesnego abp. Richarda Cushinga i inkardynowany został do archidiecezji bostońskiej. W latach 1960–1965 przebywał na misjach w Peru. Na początku lat 70. był sekretarzem kard. Medeirosa.
31 grudnia 1974 papież Paweł VI mianował go biskupem pomocniczym Bostonu ze stolicą tytularną Bladia. Sakry udzielił mu jego zwierzchnik kard. Humberto Sousa Medeiros.
17 lipca 1984 mianowany pierwszym ordynariuszem nowo utworzonej diecezji z siedzibą w Palm Beach na Florydzie. 20 lutego 1990 przeniesiony na biskupstwo Brooklyn, gdzie pozostał do emerytury 1 sierpnia 2003 roku.
Zmarł 15 maja 2017 w Queens.